# Anolis wampuensis
Anolis wampuensis — вид ігуаноподібних ящірок родини анолісових (Dactyloidae). Ендемік Гондурасу.

## Поширення і екологія
Anolis wampuensis мешкають в долині річки Вампу на північному сході департаменту Оланчо. Вони живуть в підліску і лісовій підстилці вологих тропічних лісів, на висоті від 95 до 110 м над рівнем моря.